# ألوي سليارس

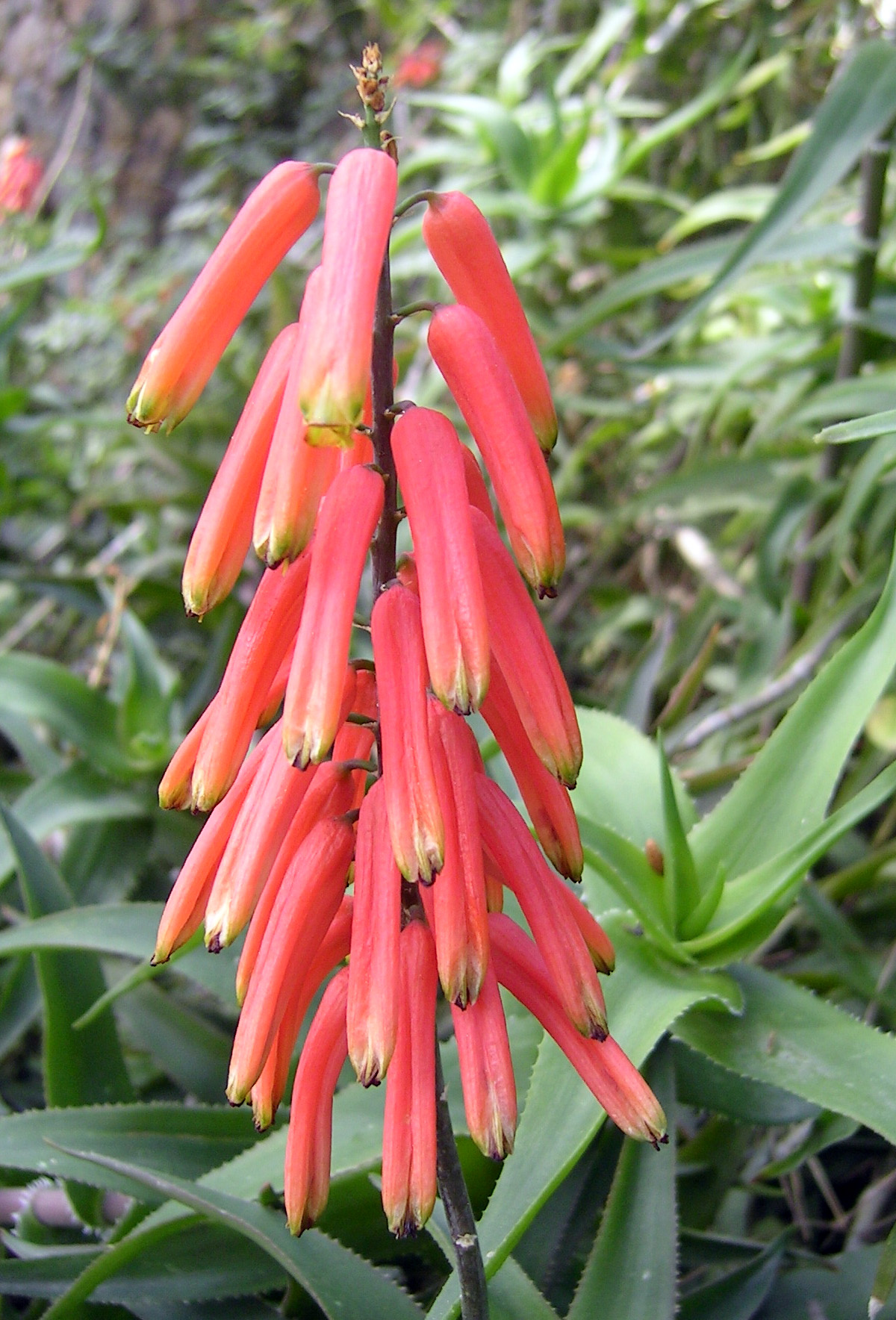

ألوي سليارس (الاسم العلمي: Aloe ciliaris)، هو نبات ينتمي إلى (فصيلة: Xanthorrhoeaceae).